# Rimbo
Rimbo è un'area urbana della Svezia situata nel comune di Norrtälje, contea di Stoccolma.
La popolazione risultante dal censimento 2010 era di 4 629 abitanti .